# Bacillus thuringiensis israelensis

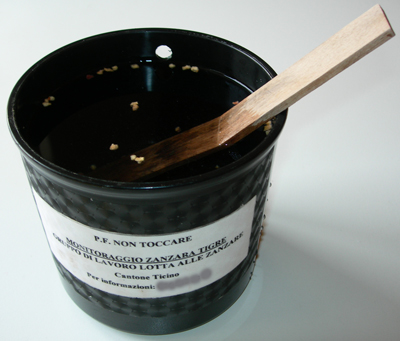
Eine Ovitrap, ein Werkzeug zum Sammeln der Eier von Tigermücken. Hier eine Ovitrap, wie sie bei der Überwachung der Asiatischen Tigermücke im schweizerischen Kanton Tessin verwendet wird. Die Anwesenheit der Stechmücken wird über die Eier festgestellt, die sie auf das hölzerne Brettchen legen oder über Larven, die man im Labor aus den Eiern schlüpfen lässt. Die braunen Körnchen sind ein Bacillus thuringiensis israelensis-Präparat, das die Mückenlarven abtötet, die in der Ovitrap schlüpfen. Ovitraps werden auch verwendet, um die Gelbfiebermücke zu überwachen.

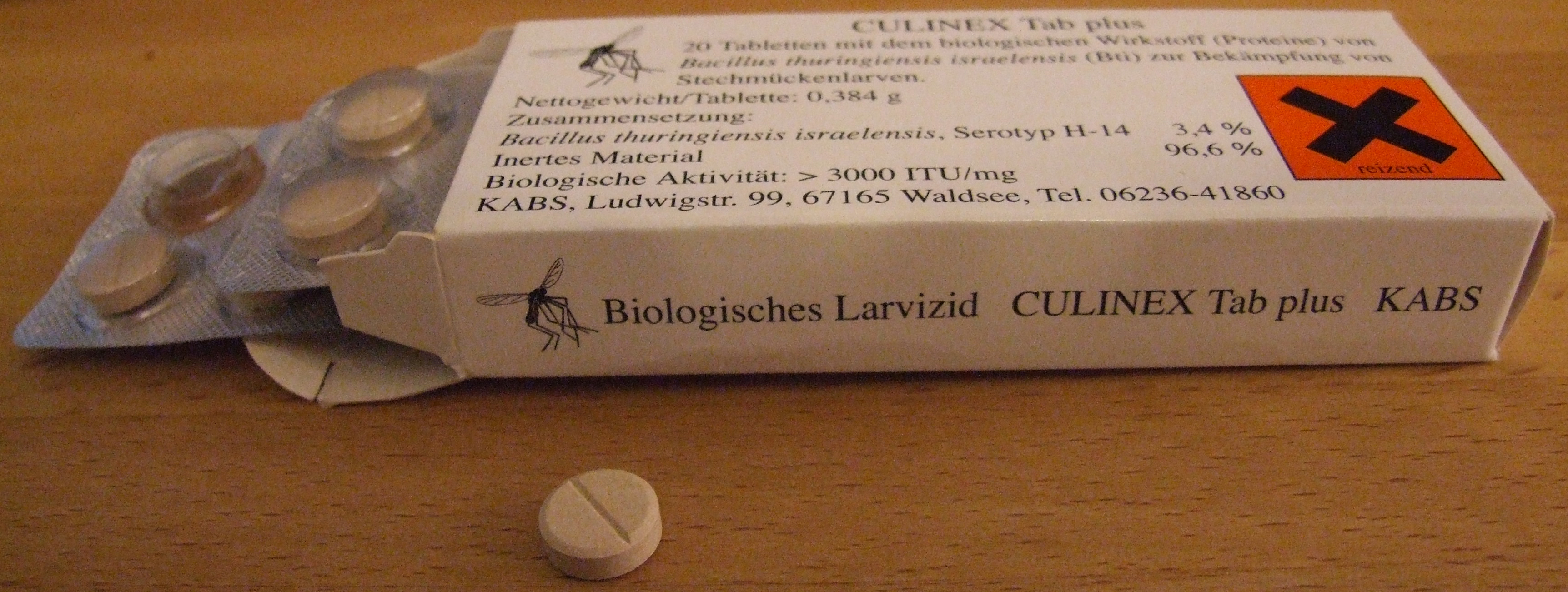
Verkaufsform des Larvizids

Bacillus thuringiensis israelensis ist eine Unterart des Bakteriums Bacillus thuringiensis, die wegen ihrer für verschiedene Arten der Gattungen Aedes, Culex und Anopheles spezifisch toxischen Bt-Toxine zur biologischen Schädlingsbekämpfung eingesetzt wird. Die Unterart wurde vom israelischen Wissenschaftler Joel Margalit 1976 bei der systematischen Untersuchung von austrocknenden Pfützen in der Negev-Wüste entdeckt und isoliert.
Das Bakterium produziert während der Sporenbildung Kristallproteine, die unter bestimmten Bedingungen zu starken Toxinen umgewandelt werden. Voraussetzung für die Wirkung von Bti auf Stechmücken ist eine rasche Aufnahme durch die filtrierenden Larven, ein hoch alkalischer pH-Wert im Darmtrakt, die enzymatische Freisetzung der Toxine und der Besitz von Rezeptoren an der Darmwand. Von den Mückenlarven aufgenommen, führt Bti zur Auflösung der Darmwand und schließlich zum Tod der Larven. Der komplexe Mechanismus bedingt die spezifische Wirkung auf bestimmte Familien unter den Zweiflüglern (und wenige andere Tiergruppen) und ist ein Grund dafür, dass bislang nur im Labor Resistenzen gegen Bti beobachtet wurden.
Entgegen anfänglicher Erwartungen führt der Bti-Einsatz auch zur 50-prozentigen Reduktion der nicht-stechenden und somit harmlosen Zuckmücken. Dadurch benötigen wiederum Libellenlarven andere Nahrung – vor allem Amphibienlarven, die ohne Bti-Einsatz überleben.

## Entdeckung
Ein von der WHO unterstütztes Projekt untersuchte von 1975 bis 1976 in Israel Mücken auf die Anwesenheit von Pathogenen oder Parasiten. Während dieser Untersuchung wurde ein neuer Serotyp H14 von B. thuringiensis entdeckt, der toxischer auf Mückenlarven wirkte und später zur Unterart israelensis befördert wurde. Seit 1981 wird sie kommerziell in der Stechmückenbekämpfung, wie beispielsweise von der KABS, eingesetzt.